# آنتونیو گوترش
آنتونیو گوتِرِس (اسپانیایی: António Guterres‎؛ تلفظ آرژانتینی :ɐ̃ˈtɔnju ɡuˈtɛʁɨʃ؛ زادهٔ ۳۰ آوریل ۱۹۴۹) با نام اصلی آنتونیو مانوئِل دی اُلیوِیرا گوترس (به پرتغالی: António Manuel de Oliveira Guterres)، یا آتونیو گوترش، یک سیاست‌مدار پرتغالی است که اکنون به عنوان نهمین دبیرکل سازمان ملل متحد مشغول به کار است.
او از ۱۹۹۵ تا ۲۰۰۲ نخست‌وزیر پرتغال و از ۲۰۰۵ تا ۲۰۱۵ در رأس کمیساریای عالی سازمان ملل برای پناهندگان بوده‌است. او همچنین مدتی رئیس انجمن انترناسیونال سوسیالیست بوده‌است.
در پی انتخابات رسمی مجمع عمومی سازمان ملل متحد در ۱۳ اکتبر ۲۰۱۶، آنتونیو گوتِرِس در ۱ ژانویه ۲۰۱۷، از سوی نمایندگان این مجمع به عنوان دبیرکل سازمان ملل متحد برگزیده شد.

## زندگی

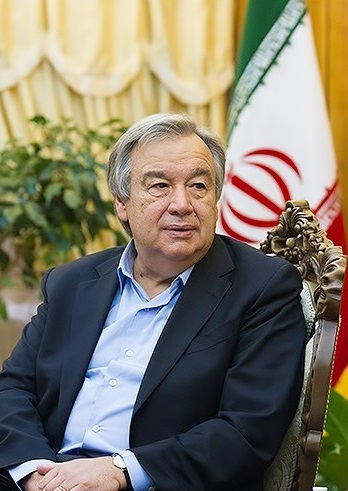
آنتونیو گوترش در دیدار با وزیر کشور جمهوری اسلامی ایران در تهران، ۲۸ بهمن ۱۳۹۲

آنتونیو گوترش متولد و بزرگ‌شدهٔ شهر لیسبون، پایتختِ پرتغال است. او در رشتهٔ فیزیک و مهندسی الکتریک تحصیل کرده و فعالیت سیاسی خود را با عضویت در حزب سوسیالیست پرتغال در سال ۱۹۷۴ آغاز کرد.
آنتونیو گوترش پس از انقلاب گل میخک در پرتغال و پایان پنج دهه دیکتاتوری وارد سیاست شد و به‌سرعت رشد کرد، تا جایی که در سال ۱۹۹۲ به رهبری حزب سوسیالیست پرتغال رسید و در سال ۱۹۹۵ نخست‌وزیر این کشور شد. او در ده سالی که کمیسر عالی پناهندگان بود مستمراً برای رسیدگی به امور پناهندگان و مهاجران از کشورهای غربی می‌خواست که کمک‌هایشان را افزایش دهند. او از نامزدهای پرطرفدار برای دبیرکلی سازمان ملل متحد در سال ۲۰۱۶ به‌شمار می‌رفت. و اعضای شورای امنیت سازمان ملل به اتفاق آرا و به شکل فوق‌العاده‌ای غیرجنجالی، او را به عنوان نامزد دبیرکلی سازمان ملل متحد معرفی کردند و یک هفته بعد مجمع عمومی سازمان ملل متحد رسماً آنتونیو گوترش را به عنوان دبیرکل بعدی سازمان ملل متحد و جانشین بان‌کی‌مون انتخاب کرد.
وی همچنین برندهٔ جوایزی همچون جایزه آزادی شده‌است.
گوترش علاوه بر زبان مادری خود پرتغالی، به انگلیسی، اسپانیایی و فرانسه نیز صحبت می‌کند.

## دبیر کلی سازمان ملل
در پنجم اکتبر ۲۰۱۶ شورای امنیت در رای‌گیری غیررسمی، آنتونیو گوترش پرتغالی را به سمت دبیرکل بعدی سازمان ملل متحد برگزید. گوترش ۱۵ رای مثبت در رای‌گیری ۱۴ مهر ۱۳۹۵ شورای امنیت کسب کرد. او ۱۳ رای موافق و ۲ رای ممتنع بدست آورد. لازم است ذکر شود که هیچ‌یک از اعضای برخوردار از وتوی شورای امنیت، رای منفی به او ندادند. همچنین گوترش در صفحهٔ شخصی خود در توییتر اعلام کرد: که شورای امنیت او را به عنوان دبیرکل سازمان ملل انتخاب کرده‌است.
جلسهٔ رسمی رأی‌گیری در این زمینه، روز ششم اکتبر ۲۰۱۶ برگزار شد و اعضای شورای امنیت سازمان ملل به اتفاق آرا و به شکل فوق‌العاده‌ای غیرجنجالی، آنتونیو گوترش را به عنوان نامزد دبیرکلی سازمان ملل متحد معرفی کردند. در ۱۳ اکتبر ۲۰۱۶ مجمع عمومی سازمان ملل متحد طی یک رأی‌گیری که به نوعی تشریفاتی تلقی می‌شود رسماً آنتونیو گوترش را به عنوان دبیرکل بعدی سازمان ملل متحد برگزید. او در اوایل سال ۲۰۱۷ جایگزین بان کی مون شد، بان به مدت ۱۰ سال در این مقام بود. رئیس مجمع عمومی سازمان روز جمعه ۲۸ خرداد (۱۸ ژوئن) اعلام کرد که از شورای امنیت سازمان ملل آنتونیو گوترش را دوباره به عنوان دبیرکل سازمان ملل انتخاب کرد.